# Wyżyce
Wyżyce (daw. Wyrzyce) – wieś w Polsce położona w województwie małopolskim, w powiecie bocheńskim, w gminie Drwinia nad rzeką Rabą.
| SIMC    | Nazwa    | Rodzaj    |
| ------- | -------- | --------- |
| 0317671 | Błonie   | część wsi |
| 0317688 | Chałupki | część wsi |

W latach 1975–1998 miejscowość położona była w województwie krakowskim.
Według spisu ludności w 2002 roku wieś Wyżyce zamieszkiwało 321 mieszkańców.